# David Droga
David Droga (n. 1968) é um executivo de publicidade australiano e fundador e presidente da Droga5, uma agência de publicidade com sede em Nova Iorque com escritórios em Londres e Tóquio. A Droga5 foi adquirida pela Accenture em 2019 e David foi nomeado CEO da Accenture Interactive em agosto de 2021.

## Infância e educação
Droga cresceu em Perisher Valley, Austrália, o quinto de seis filhos. Ele frequentou a escola primária na Tudor House Preparatory School de 1978 a 1980 e passou seus anos de ensino médio na The King's School. Ele se formou com honras na Australian Writers and Art Directors School.

## Carreira
Aos 22 anos, Droga tornou-se Sócio e Diretor Executivo de Criação da OMON Sydney. Em 1996, ele se mudou para Cingapura para se tornar Diretor Executivo de Criação da Saatchi & Saatchi Singapura e Diretor Regional de Criação da Saatchi Ásia. Em 1998, a Media Marketing nomeou a Saatchi Ásia como Network Regional do Ano e a Advertising Age nomeou o escritório de Singapura como Agência Internacional do Ano.
Droga foi promovido a Diretor Executivo de Criação da Saatchi & Saatchi Londres em 1999. Em 2002, Advertising Age premiou Droga como o Melhor Diretor Criativo do Mundo. Saatchi & Saatchi Londres ganhou a Agência Global do Ano no Festival Internacional de Publicidade de Cannes e a Advertising Age e Adweek foram nomeadas Agência do Ano da Saatchi.
Em 2003, Droga mudou-se para Nova Iorque para assumir o cargo de Diretor de Criação Mundial da Rede Publicis.

### Droga5
Droga fundou sua própria agência, Droga5, em 2006. Droga5 recebeu vários prêmios da indústria da Advertising Age, Adweek, e do Cannes Lions International Festival of Creativity. Em dezembro de 2019, a Adweek nomeou a Droga5 sua Agência da Década, seguida pela Advertising Age em abril de 2020. Droga5 também foi nomeada Agência do Ano da Adweek nos EUA em 2012, 2014, e 2016. A agência foi nomeada Agência Independente do Ano no Cannes Lions International Festival of Creativity em 2015, 2016, e 2017. Ela apareceu na Advertising Age A-List por nove anos consecutivos (2010–2018) e foi nomeada Agência do Ano da publicação em 2016 e 2021. A agência também foi nomeada uma das Empresas Mais Inovadoras do Mundo da Fast Company em 2013, 2017, 2019, e 2020.

### Accenture Interactive
A Accenture nomeou Droga como o novo CEO e presidente criativo da Accenture Interactive, a partir de 1º de setembro de 2021.↵

## Afiliações e reconhecimento
A partir de 2011, Droga foi o criativo mais premiado no Festival Internacional de Criatividade de Cannes Lions e em 2013 ele foi a pessoa mais jovem a entrar no Hall da Fama do New York Art Directors Club. Ele também é um laureado do Asian Media and Marketing Hall of Fame, do AdNews Hall of Fame, do Campaign Brief AWARD Hall of Fame, e do American Advertising Federation's Advertising Hall of Achievement. Em 2016, a Adweek nomeou a Droga uma das 100 líderes mais influentes em marketing, mídia e tecnologia pela segunda vez. A revista Esquire apresentou Droga em sua edição anual Best and Brightest três vezes, e a revista Creative o nomeou Australian Creative Person of the Decade. Em 2012 ele foi nomeado Global Australiano do Ano pelo Australian Advance Committee e homenageado pela American Australian Association e G'Day USA. Em 2017, David Droga recebeu o Leão de São Marcos do Cannes Lions Festival of Creativity, o prêmio do festival por sua notável contribuição para a indústria criativa. Em 2018, Droga foi nomeado Presidente do Júri dos Leões dos Objetivos de Desenvolvimento Sustentável de Cannes. Em 2019, o Clio Awards homenageou Droga com um Lifetime Achievement Award.